# LSV-2 Cutthroat
Le Large Scale Vehicle-2 Cutthroat (en abrégé, LSV-2) est le plus grand robot sous-marin autonome (c’est-à-dire sans équipage) au monde. Il est utilisé par l’United States Navy pour des essais dans les domaines de l’hydroacoustique et de l’hydrodynamique sous-marines sur le lac Pend Oreille à Bayview dans l’Idaho. Son surnom de Cutthroat (littéralement, « gorge tranchée ») vient d’une espèce de truite indigène de l’Idaho, et lui a été donné par les élèves d’une école locale.

## Conception
L’US Navy classe les robots sous-marins (AUV) en quatre classes : les véhicules portatifs, les véhicules légers, les véhicules lourds et les véhicules extra-larges (XL AUV). Le LSV-2 Cutthroat rentre clairement dans cette dernière catégorie. En effet il est le plus grand robot sous-marin autonome (ou sous-marin sans pilote) au monde,,,,. Il mesure 111 pieds (33,83 mètres) de longueur, 10 pieds (3,05 mètres) de largeur, et a un déplacement de 205 tonnes,,. À titre de comparaison, le submersible Alvin, qui a été utilisé pour découvrir l’épave du Titanic, pèse 3 tonnes et ne mesure que 17 m de long. Avec sa longueur de 111 pieds, le Cutthroat fait la moitié de la taille d’un sous-marin de la Seconde Guerre mondiale. Il est un modèle à l’échelle 0,294 (entre un quart et un tiers) du nouveau sous-marin nucléaire d'attaque (NSSN) de l’US Navy, l’USS Virginia (SSN-774), navire de tête de la classe Virginia, qui est actuellement en cours de développement,,,,,. Le Cutthroat mesure 111 pieds de long, contre 377 pieds (115 m) pour le sous-marin en taille réelle.
Il sert de démonstrateur pour tester les nouvelles technologies de pointe en cours de développement pour les navires de la classe Virginia, qui se traduiront par des améliorations majeures des performances du nouveau sous-marin nucléaire d’attaque de l’US Navy,,,. Les véhicules à grande échelle sont essentiels dans le développement d’améliorations des technologies de furtivité et de manœuvrabilité sous-marines. En effet, ils jouent un rôle crucial en permettant de réaliser un délicat équilibre entre les coûts engendrés par l’utilisation pour des essais de navires de guerre de taille réelle avec les contraintes physiques de l’exécution de tests réalistes à une échelle plus petite, mais plus abordable. Un LSV construit à une échelle d’un tiers ou un quart de la taille d’un navire grandeur nature peut représenter des effets de traînée et d’inertie réalistes dans l’eau, mais du fait de sa plus petite échelle, il est moins coûteux à construire, à entretenir, à exploiter et à modifier.
Le LSV-2 n’est pas le premier de son genre. C’est le deuxième sous-marin de ce type de la Navy. Il a eu comme prédécesseur le LSV-1 Kokanee, qui était un modèle à l’échelle un quart du sous-marin USS Seawolf (SSN-21) de classe Seawolf, de 90 pieds de long, d’un déplacement de 150 tonnes, et avec des batteries pesant environ 25 tonnes,. Le Cutthroat est similaire au LSV-1 Kokanee, mais plus avancé. Les améliorations comprennent une échelle plus grande (29%, contre 25% pour le Kokanee), ce qui améliorera la fidélité des données de test par rapport aux valeurs obtenues sur un navire à taille réelle. Le Cutthroat est conçu pour être plus modulaire que le Kokanee, de sorte que des modifications majeures, y compris des changements radicaux de la coque, peuvent être effectuées avec moins d’impact sur les autres systèmes à bord du navire. Le Cutthroat est environ 24 pieds plus long que le Kokanee pour ressembler à la forme de la coque du Virginia et il sera plus silencieux que le Kokanee.
Le Cutthroat est à propulsion électrique. Dans le cadre d’un accord de partenariat unique entre le gouvernement américain et l’industrie, le LSV-2 disposera d’un moteur à aimants permanents (le plus gros de son genre jamais construit aux États-Unis) développé par General Dynamics Electric Boat, le propriétaire de la technologie. Le moteur a une puissance de 3000 ch (2250 kW) et fonctionne sur batteries. Il est couplé à un contrôleur de moteur électrique. Sa puissance est extensible à 6000 ch avec des modules de commande supplémentaires,,,. La partie avant du sous-marin est presque entièrement constituée de batteries : il y a 1680 batteries au plomb rien que pour le moteur principal. Il est capable d’atteindre des vitesses et des profondeurs identiques à celles des sous-marins à grande échelle.
Le Cutthroat ne possède aucun armement,. Il dispose d’un système informatique sophistiqué de guidage, avec un pilote automatique intégré qui lui permet de suivre des missions préprogrammées ou de répondre à toute défaillance du système de contrôle,. Le Cutthroat représente une amélioration significative dans la facilité de reconfiguration, l’insonorisation et la manœuvrabilité. La conception modulaire du Cutthroat prévoit des points de séparation planifiés dans la structure pour faciliter la reconfiguration du véhicule. Parmi les autres technologies avancées dont dispose le Cutthroat, il y a les actionneurs hydrauliques électromécaniques dans le système de direction et de plongée, les fermetures des orifices d’inondation des ballasts et plusieurs autres mesures d’atténuation acoustique. D’autres améliorations par rapport au Kokanee ont été apportées aux systèmes de guidage, de navigation, de contrôle et de propulsion, notamment l’ajout de capteurs de couple et d’autres capteurs de données mécaniques pour une meilleure reconstitution de ses évolutions sous-marines. En effet, le Cutthroat, du fait de sa vocation d’expérimentations, est bardé de capteurs. Les appendices tels que le kiosque et les gouvernails sont instrumentés avec des dynamomètres permettant l’acquisition de données essentielles. Le Cutthroat est instrumenté pour enregistrer des centaines de canaux de données provenant des capteurs, qui peuvent ensuite être analysés dans une installation côtière du lac Pend Oreille. Dans le Cutthroat, l’enregistrement des données peut être configuré électroniquement sous le contrôle de l’ordinateur, tandis que le Kokanee utilisait un panneau de brassage. Le Cutthroat dispose du Ocean Data Acquisition System (ODAS), un système utilisé par certaines classes de navires de l’US Navy, avec une capacité augmentée par rapport au Kokanee. Dès sa livraison, le Cutthroat aura deux fois plus de canaux de données que le Kokanee (512 contre 256 canaux sur le Kokanee), un chiffre pouvant être augmenté jusqu’à 1536 canaux d’enregistrement. L’ODAS du Cutthroat convertit les données depuis la forme analogique en forme numérique et il traite les données numériquement.
Le Cutthroat atteint des objectifs ambitieux de réduction des coûts. Le coût de sa conception et de sa construction s’élève à environ 100 millions de dollars, y compris le travail effectué à la fois par l’équipe de construction navale et par la Marine. C’est beaucoup moins que le coût d’acquisition du précédent LSV-1 Kokanee, construit au milieu des années 1980. Malgré ses capacités supplémentaires et son insonorisation accrue, le Cutthroat sera environ deux fois moins cher que le Kokanee. La réduction des coûts pour la Marine est due en grande partie au partenariat avec l’industrie, ce qui permet d’utiliser un produit de recherche General Dynamics dans le développement du Cutthroat, General Dynamics conservant l’avantage concurrentiel que l’industrie attend de ses investissements internes en recherche et développement. Grâce à la bonne combinaison de nouvelles technologies et de produits éprouvés, le nouveau véhicule sous-marins d’essai furtif de la Marine respecte l’échéancier de sa construction et atteint tous ses objectifs de coûts.

## Construction
Le Congrès des États-Unis a autorisé le secrétaire à la Marine à réaliser un nouveau démonstrateur de véhicule à grande échelle (LSV-2) qui ne soit pas limité par la forme ou la conception de la seule coque existante. En janvier 1997, le Naval Sea Systems Command (NAVSEA) a passé un contrat avec Newport News Shipbuilding (NNS) pour la conception et la construction d’un véhicule de technologie avancée à grande échelle (LSV-2). Ce contrat comprend toutes les tâches d’ingénierie, techniques, de coordination, de soutien et de fabrication nécessaires à la conception et à la construction du LSV-2,. Le 12 février 1999, un contrat de 46 868 246 dollars a été attribué à Newport News Shipbuilding pour l’achèvement de la conception et de la construction du LSV-2. Ce contrat n’a pas fait l’objet d’un appel d'offres,.
Pour concevoir et construire le Cutthroat, Newport News Shipbuilding, le maître d'œuvre, s’est associé par le biais d’un contrat de sous-traitance à General Dynamics / Electric Boat Corporation,,,,, le seul autre constructeur de sous-marins nucléaires américain. Le Cutthroat est donc conçu et construit par les mêmes entreprises qui sont responsables de la prochaine génération de sous-marins d’attaque grandeur nature, avec Electric Boat comme maître d’œuvre, et qui construit déjà les premiers navires de la classe Virginia. Les autres membres de l’équipe Cutthroat comprenaient :
- GNB Technologies pour les batteries de propulsion ;
- le Naval Surface Warfare Center pour le système embarqué d’acquisition de données ;
- Lockheed Martin pour les systèmes de guidage, de navigation et de contrôle ;
- Vehicle Control Technologies également pour les systèmes de guidage, de navigation et de contrôle
- AlliedSignal pour les actionneurs hydrauliques électromécaniques ;
- et Eaton pour le système de contrôle de la propulsion électrique[6].

La construction a été répartie entre Newport News, en Virginie (40 %), Groton, dans le Connecticut (35 %) et de nombreux autres sites à travers les États-Unis (les 25 % restants), dont l’usine d’Electric Boat à Quonset Point dans le Rhode Island. Les deux constructeurs navals ont commencé l’exploration du concept et la conception préliminaire du Cutthroat en 1997, puis la construction a commencé en septembre 1998,. Au fur et à mesure que les sections et les modules ont été achevés sur les sites de la côte Est, ils ont été transportés par camion jusqu’au détachement de recherche acoustique (ARD) de la Marine à Bayview, dans l’Idaho,. Ainsi, l’extrémité avant (étrave) de 60 pieds de long a quitté Newport News Shipbuilding le 22 juillet 2000 sur un très gros camion et est arrivée à Bayview le 31 juillet 2000. L’assemblage du LSV-2 a été terminé à Bayview, à compter de mars 2000, en assemblant les différents modules. Le lancement du LSV-2 a eu lieu après plusieurs mois d’essais d’intégration à terre et le début des essais sur le lac en octobre 2000.

## Carrière
Le LSV-2 a été baptisé Cutthroat le 15 novembre 2000,, mis en service en février 2001 et lancé le 23 juillet 2002. Depuis sa livraison en 2001, le Cutthroat est exploité sur le lac Pend Oreille par le Acoustic Research Detachment (ARD, en français : Détachement de recherche acoustique) du Naval Sea Systems Command (SEA 92R), ou Naval Surface Warfare Center, Carderock Division (NSWCCD),,,,, le laboratoire de la marine pour la démonstration de la technologie furtive des sous-marins,,.
Le LSV-2 Cutthroat offre à l’ARD une plate-forme de recherche et développement évolutive, qui permet de tester des technologies avancées dans les domaines de l’hydroacoustique et de l’hydrodynamique sous-marines. Après avoir aidé à développer et évaluer l’efficacité des nouvelles technologies qui ont amélioré considérablement les performances de la classe Virginia, il est maintenant en cours de modification pour contribuer au développement du prochain sous-marin lanceur de missiles balistiques stratégiques américain, le SNLE de classe Columbia. La possibilité de « reconfiguration » du LSV-2 Cutthroat est d’une grande utilité pour répondre aux besoins futurs de la force sous-marine. On prévoit que sa durée de vie opérationnelle sera de 20 ans.

## Origine du nom
Le LSV-2 porte le nom de la truite fardée (Cutthroat en anglais), une truite indigène de l’Idaho. Ce nom s’inscrit dans une tradition à l’ARD, qui nomme ses navires d’après des espèces de poissons locales. Un groupe d’élèves d’une école primaire locale, l’école élémentaire Athol, a visité la base navale en 1997 lors d’une sortie scolaire. La marine leur a demandé de choisir un nom à partir d’une liste de poissons indigènes de l’Idaho. Beaucoup de ces élèves ont assisté à la pose de la quille en octobre 1997, et ont signé leur nom sur la coque lors de la cérémonie de baptême en novembre 2000,,,.